# Hoher Berg (Heusenstamm)
Der Hohe Berg liegt mit 159 m ü. NHN in der sogenannten Untermainebene. Sie gehört zu der Gemarkung Heusenstamm und liegt im Wald zwischen Heusenstamm und Neu-Isenburg.
Der Hohe Berg ist ein ehemaliger Trachyt-Steinbruch, dessen Ausstoß bis ins zwanzigste Jahrhundert zur Errichtung vieler Gebäude in den umliegenden Städten und Gemeinden genutzt wurde. Heute dient das Gelände der Jägervereinigung St. Hubertus Kreis Offenbach als Ausbildungs- und Schießplatz. Auf der Ostseite des Berges befindet sich ein Wasserbehälter.
Der Hohe Berg hat einer durch Heusenstamm von Ost nach West auf ihn zulaufenden Straße zu ihrem Namen verholfen.